# Whiting 1
Whiting 1 (také WHI B0200-03) je kulová hvězdokupa nacházející se v souhvězdí Velryby ve vzdálenosti přibližně 96 000 světelných let od Země. Objevili ji v roce 2002 astronomové Alan B. Whiting, G. K. T. Hau a Mike Irwin. V roce 2005 Giovanni Carraro hvězdokupu identifikoval jako kulovou hvězdokupu.
Hvězdokupa se nachází v halu Mléčné dráhy. Její stáří se odhaduje na přibližně 5,7 miliardy let, což z ní činí jednu z nejmladších kulových hvězdokup v naší galaxii. Předpokládá se, že pochází z trpasličí galaxie ve Střelci.

## Charakteristika
Whiting 1 má průměr přibližně 33 světelných let, což odpovídá úhlovému průměru 1,2 '. Hvězdokupa se vyznačuje relativně nízkou hustotou hvězd, což naznačuje, že se její hvězdy mohly částečně rozptýlit vlivem gravitačních interakcí s Mléčnou dráhou.

## Význam
Vzhledem ke svému nízkému stáří je Whiting 1 důležitým objektem pro studium vývoje kulových hvězdokup a jejich vztahu k galaxiím, ze kterých mohou pocházet. Chemické složení hvězd v této hvězdokupě naznačuje, že byla původně součástí trpasličí galaxie ve Střelci, což poskytuje cenné informace o interakcích mezi galaxiemi.